# Olga Vasdekiová
Olga Vasdekiová (řecky Όλγα Βασδέκη, * 26. září 1973 Volos) je bývalá řecká atletka, mistryně Evropy v trojskoku z roku 1998.
V roce 1996 získala bronzovou medaili na halovém mistrovství Evropy, o dva roky později se v Budapešti stala mistryní Evropy v trojskoku pod širým nebem. V roce 1999 skončila třetí v závodě trojskokanek na světovém šampionátu v Seville. Třikrát startovala na olympiádě – nejlépe skončila v Atlantě v roce 1996 – pátá. Její nejlepší výkon 14,64 metru pochází z roku 1999.